# Anthene villosa
Anthene villosa är en fjärilsart som beskrevs av Pieter Cornelius Tobias Snellen 1878. Anthene villosa ingår i släktet Anthene och familjen juvelvingar. Inga underarter finns listade i Catalogue of Life.